# Полосатая колиза
Полосатая колиза (лат. Trichogaster  fasciata) — вид лабиринтовых рыб из семейства макроподовых (Osphronemidae). Можно разводить в аквариуме, но в продаже встречаются редко.

## Ареал
Обитает в юго-восточной Азии, в Пакистане, Индии, Непале, Бангладеш и верхней Мьянме (нижнее и среднее течение рек Брахмапутра и Ганг). Живёт в реках, озёрах, прудах, каналах, в дельте рек. Иногда встречается в солёных прибрежных водах.
.

## Внешний вид
Достигают размера 10—12 см.
D XV—XVII/9-14, А XV—XVIII/14-19, ll 29-31
Более вытянутое тело, чем у других представителей рода, с боков уплощено. Лучи брюшного плавника нитевидно вытянуты, в них заключены органы вкуса и осязания. Дышат атмосферным воздухом с помощью жаберного лабиринта. Цвет зеленоватый с 10—12 оранжевыми или голубыми частично неполными полосами, спускающимися со спины вниз к брюху и назад к анальному плавнику. Голова и спина темные, брюшко голубоватое, по спинному плавнику идет голубоватая кромка, а по анальному — красная, лучи этого плавника отливают голубым. Самки имеют более тусклую окраску, мельче самцов, их тело более высокое. В зависимости от района вылова в природе рыб изменяется и форма тела. Вид крайне изменчивый.

## Условия содержания
- закрытый сверху аквариум (над поверхностью воды должен быть теплый воздух)
- минимальный объём — 40—100 л
- температура 22°C—28°C
- кислотность 5—7,5
- жёсткость воды 5—19 °dKH[6]
- заросли, плавающие растения, коряги.
- всеядны (живой корм и заменители)

## Поведение
Мирная рыбка. Живёт 10 лет. Обитает в верхних и средних слоях воды. У полосатой колизы часто возникают противоречия между самцами, аквариум для этих рыб нужен просторнее, чем для других колиз, и с укрытиями. Их лучше содержать стаей, можно совместно с более крупными рыбами.

## Размножение
Половая зрелость в 10 месяцев. Самец строит гнездо из пены, под которым происходит нерест. Афрогнездо очень большое, фиксируется растительностью. Если есть большие плавающие растения, самец предпочитает разместить гнездо под ними. Самка мечет до 1000 икринок. Личинки появляются через 30 часов, мальки расплываются на третий день. Они не столь мелки, могут уже через неделю брать науплиусов рачков.